# Machsor

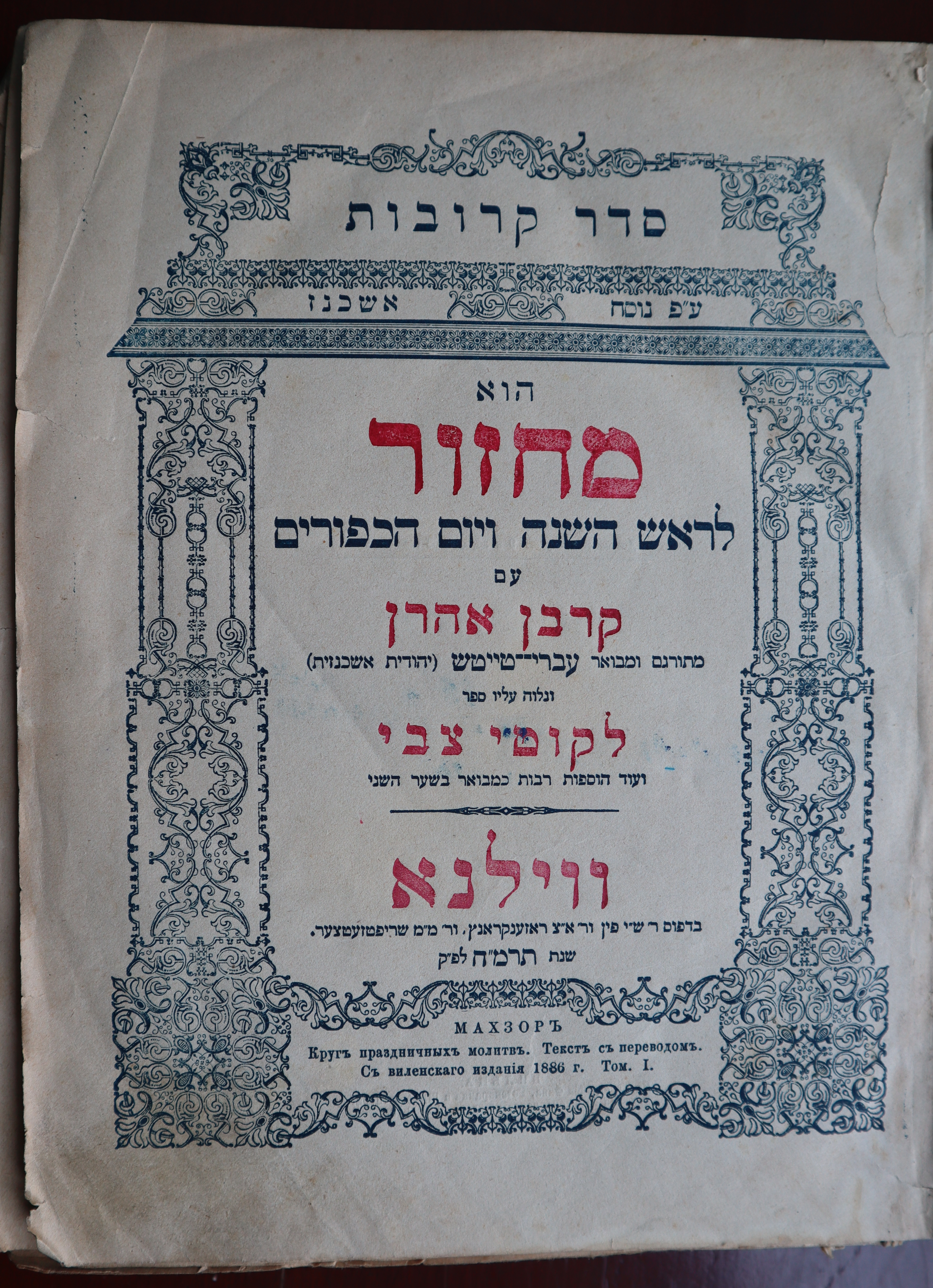
Machsor für Rosch Haschana und Jom Kippur, Wilna 1886

Ein Machsor (hebräisch מַחְזוֹר Machsōr, deutsch ‚Wiederholung, Zyklus‘, pl: Machsorim; in Sprachen ohne den Laut ch (IPA χ): auch Mahzor) ist ursprünglich die Bezeichnung für den Sonnen- oder Mondzyklus, seit dem 13. Jahrhundert, zunächst nur im aschkenasischen Judentum, auch für den Zyklus der besonderen jüdischen Feiertage.
Im Speziellen handelt es sich um ein Gebetbuch mit ausgesuchten Gebeten und Stellen aus dem Tanach, die zu Feiertagen vorzulesen sind (im Unterschied zu den alltäglichen Gebeten im Siddur). Der Machsor war zumeist ein besonders großformatiges Buch in zwei Bänden, das zwar von einem einzelnen Mitglied der Gemeinde in Auftrag gegeben und auch in dessen Haus aufbewahrt wurde, vom Gebrauch her jedoch der Gemeinde als Gruppe gehörte. Es wurde am Vorabend der Feiertage aus dem Haus des Besitzers vom Synagogendiener in die Synagoge getragen und blieb dort, wohl auf einem Lesepult, bis zum Ende des mitunter mehrere Tage dauernden Festes. Im Machsor ist der Anfang der Festtagsliturgie, die mit an Festtagen üblichen Gesängen (Pijjutim) beginnen und das Kerngebet Schma Israel (Höre Israel) ausschmücken, in vielen Fällen mit einem Initialwort oder einer größeren ganz- oder halbseitigen Miniatur versehen. Wie im Leipziger Machsor dargestellt begab sich der Vorbeter zum Lesepult, bedeckte seinen Körper, einschließlich des Kopfes, mit einem großen Tallit, einem Gebetsschal, und begann die Gebete und Pijjutim vorzutragen. Berühmte Machsorim sind:
- Machsor Vitry, 12. Jahrhundert
- Wormser Machsor, 1271/1272 (Jerusalem, The Jewish National and University  Library, Ms. Heb. 4° 781,1-2)
- Machsor mecholl haschana, um 1290 im südwestdeutschen Raum
  - Teil I: Dresden, SLUB, Mscr.Dresd.A.46.a
  - Teil II: Breslau/Wrocław, Biblioteka Uniwersytecka, Ms. or. I 1
- Machsor Lipsiae (Leipziger Machsor), frühes 14. Jahrhundert
- Machsor Tripartitum
- Köln-Amsterdamer Machsor; Mitte 11. Jahrhundert: Amsterdam Machsor
- Machsor Saloniki, 1970er Jahre